# Extended Display Identification Data
L'Extended Display Identification Data (EDID) definisce una struttura di dati che un dispositivo video digitale (essenzialmente un monitor per computer) invia ad una scheda video per comunicare le proprie caratteristiche in modo che la scheda possa, a sua volta, inviare il segnale alla risoluzione e frequenza corrette oltre a conoscere i dati del display.

## EDID
EDID è stato definito dalla Video Electronics Standards Association (VESA) nel 1994 con la versione 1.0 utilizzando una struttura di dati a 128 byte.
Nel 1996 fu proposta la versione 1.1 e nel 2000 la versione 1.2 e 1.3 tutte compatibili con la struttura di dati a 128 byte della versione 1.0.
EDID 2.0 utilizza, invece, una struttura di dati a 256 byte.
Solitamente le informazioni EDID vengono trasmesse sul bus I²C che collega il monitor al computer realizzando il Display Data Channel 2 DDC2.
Le informazioni EDID possono essere elaborate da diversi software e MAC OS X è stato il primo sistema operativo a fornirne un supporto diretto.
Le informazioni EDID sono utilizzate anche in tutta la catena di dispositivi che servono per collegare il dispositivo o la scheda video al monitor. In particolare sono molto utili nelle matrici video per far sì che il segnale possa essere gestito correttamente durante una commutazione permettendo all'utente di memorizzare le informazioni EDID provenienti da un monitor e di utilizzarle in uscita verso la sorgente video anche dopo la commutazione in modo che la sorgente non debba rinegoziare le caratteristiche del nuovo monitor, che potrebbe, ad esempio innescare una richiesta Plug and play.

## E-EDID
E-EDID, basato su EDID 1.3 supporta estensioni al formato che possono portare le informazioni fino a 32 kB.
Le interfacce digitali DVI-D e HDMI impiegano E-EDID.

## Display-ID
L'11 febbraio 2008 la Video Electronics Standards Association (VESA) ha annunciato il rilascio di un nuovo sistema di identificazione dei display di seconda generazione denominato DisplayID